# 90 Pułk Piechoty (LWP)
90 pułk piechoty (90 pp) – oddział piechoty ludowego Wojska Polskiego.

## Formowanie i zmiany organizacyjne
Pułk został sformowany w latach 1951–1952, w garnizonie Zgorzelec, w składzie 27 Dywizji Piechoty, według etatu Nr 2/130 o stanie 1233 żołnierzy i 31 pracowników cywilnych. Zimą 1952/1953 roku jednostka została przeformowana na etat Nr 2/157 o stanie 796 żołnierzy i 12 pracowników cywilnych oraz 7 samochodów i 135 koni. W ramach redukcji SZ PRL, w terminie do 20 grudnia 1955 pułk został rozformowany.

## Struktura organizacyjna
Według etatu Nr 2/130 
- dowództwo i sztab
- dwa bataliony piechoty
- artyleria pułkowa (dwie baterie armat 76 mm i bateria moździerzy)
- pułkowa szkoła podoficerska
- kompania łączności
- kompania gospodarcza
- pluton saperów